# John Perdew

John P. Perdew (nacido el 30 de agosto de 1943) es un físico teórico en materia condensada conocido por sus contribuciones a los campos de física de estado sólido y química cuántica. Su trabajo sobre la teoría del funcional de la densidad (más conocida por sus siglas en inglés: Density Functional Theory, DFT) lo ha convertido en uno de los físicos más citados del mundo. Perdew dicta clases y realiza investigación en la Universidad del Temple.

## Educación y primeros años
John Perdew nació y fue criado en Cumberland, Maryland. Después de mostrar aptitud para matemáticas durante sus estudios en colegio, Perdew recibió una Beca de Mérito Nacional para estudiar en la Universidad de Gettysburg, donde desarrolló su interés en física.
Perdew se graduó con honores de summa cum laude de la Universidad de Gettysburg obteniendo su bachillerato universitario en letras en Física en 1965. Luego recibió un Ph.D. en física en la Universidad Cornell en 1971. Su tutor doctoral era John W. Wilkins, quien introdujo a Perdew a la teoría de estado sólido.

## Carrera académica
Perdew empezó su carrera académica como postdoc bajo la tutela de Sy Vosko en la Universidad de Toronto en los años de 1971 a 1974, y luego con David Langreth en la Universidad Rutgers en 1975 a 1977.
Perdew empezó su carrera de enseñanza en 1977 en la Universidad Tulane, donde enseñó hasta 2013. Durante ese tiempo en Tulane, Perdew enseñó física  y supervisó a nueve estudiantes de Ph.D. y 11 postdocs. Recibió el Premio de Investigador Excepcional de la Escuela de Ciencia e Ingeniería de la Universidad Tulane en 2007 y el Premio de Excelencia Profesional y Enseñanza de Posgrado en 2009.
En 2013, Perdew pasó a la Universidad del Temple, donde es ahora profesor de física y química con mención Laura  H. Carnell en la Escuela de Ciencia y Tecnología, así como el director fundador del Centro para Teoría de Materiales.

## Trabajo en densidad teoría funcional
La contribución más conocida de John Perdew  es en el campo de la teoría del funcional de densidad (DFT). Fue iniciado al DFT por sus supervisores de postdoctorado de las universidades de Toronto y Rutgers, antes de fuera ampliamente utilizada.
Perdew fue uno de los pioneros de DFT, ayudando en su desarrollo para que tenga precisión suficiente en aplicaciones de química cuántica, ciencia de materiales, y geo-ciencias. Ha hecho importantes contribuciones a la fórmula exacta de conexión adiabática para cálculo de la energía de intercambio-correlación, contribución de la discontinuidad de derivadas para saltos de banda, escalamiento, y otras restricciones exactas para funcionales de DFT, correcciones de autointeracción, la aproximación no empírica de gradiente generalizado (GGA), y el no empírico meta-GGA.
Visualizando los funcionales de DFT como pasos de una escalera que conduce al "cielo de la precisión química", Perdew formuló la estrategia de la escalera de Jacob para construir funcionales mejorados para el cálculo de la energía de intercambio-correlación. Perdew presentó esta teoría inicialmente en el Congreso Internacional de Química Cuántica  DFT2000 en el mes de junio de 2000, describiendo cinco generaciones de funcionales en una secuencia  llamada "escalera de Jacob". Esta definición ha sido adoptada por otros investigadores en DFT y el progreso hacia escalones más altos continúa apareciendo en la literatura científica del campo.
Perdew continúa su investigación en DFT en la Universidad del Temple. Sus intereses de investigación actuales incluyen la construcción de un mejor meta-GGA, mejores descripciones para sistemas de alta correlación y para la interacción de van der Waals.

## Impacto en el campo
John Perdew es uno de los físicos más citados del mundo, con más de 150 000 citas en Google Scholar en el área de DFT. Un estudio le identifica como el físico más citado en artículos científicos entre 1981 y 2010. De sus 260 artículos, uno en 1996 titulado "Generalized Gradient Approximation Made Simple" de la revista Physical Review Letters ha sido citado más de 50 000 veces y es el artículo más citado en el campo de física de los años 1996 a 2010. En total, Perdew tiene cinco trabajos de entre los diez más citados en física de los pasados treinta años.
Muchos de los colegas de Perdew reconocen su gran influencia en el campo de DFT. Él fue elegido para la Academia Nacional de Ciencias (Estados Unidos) en 2011; luego, escogido para el Premio de Teoría de Materiales 2012 por la Materials Research Society por sus "pioneras contribuciones" que posibilitaron a miles de otros investigadores realizar cálculos y simulaciones en DFT.

## Honores y premios
John Perdew fue elegido como miembro de la Academia Nacional de Ciencias en 2011, y es uno de 2000 científicos destacados en varios campos que ayudan en el asesoramiento al gobierno de Estados Unidos en política científica. Entre otros premios notables y honores suyos tenemos:
- 2003 Elegido a la Academia Internacional de Ciencia Molecular Cuántica[13]
- 2007 Premio al Investigador Excepcional de Tulane. Escuela de Ciencia e Ingeniería[3]
- 2009 edición de abril de la  revista de Computación y Teoría Químicas dedicada a Perdew en honor de su 65.º cumpleaños[1]
- 2009 Premios del presidente de la Universidad de Tulane en la Excelencia en Profesional y Enseñanza posgrado[4]
- 2012 Recibió Premio de Teoría de los Materiales de la Sociedad de Búsqueda de los Materiales[11]
- 2015 Profesorado Alexander von Humboldt
- 2015 Doctorado Honoris Causa, Universidad de Budapest de Tecnología y Economía